# 인생은 아름다워 (2010년 드라마)
《인생은 아름다워》는 2010년 3월 20일부터 2010년 11월 7일까지 방영된 SBS 주말 특별기획 드라마이다.

## 참고 사항
한편, 담당 연출자 정을영 PD는 탤런트 최불암(본명 최영한) 강부자 정혜선(본명 정영자) 박정수와 함께 2007년 세고엔터테인먼트(2008년 테라리소스로 상호변경)와 전속계약을 체결했고 이 과정에서 테라리소스는 "일부 계약금은 정을영 PD와 최불암씨 등으로 하여금 회사 주식의 제3자 유상증자에 참여토록 함으로써 주식으로 지급하기로 했다"며 "이후 회사 사정이 어려워질 것이 예상돼 계약금으로 지급된 주식을 반환하고 계약해지에 따른 손해 배상 등 일체의 의무도 발생하지 않는다"는 내용으로 계약해지를 합의했으며 이에 정을영 PD와 최불암 등이 주식 7만 6,215주씩을 반환해야 함에도 이를 이행하지 않자 테라리소스가 정을영 PD와 최불암 등을 상대로 주식반환 소송을 제기했으나 해프닝에 그쳤고 이 같은 어려움 끝에 정 PD는 해당 작품으로 연출활동을 재개했는데 SBS는 해당 작품에 앞서 《별을 따다줘》를 편성할 예정이었지만 해당 드라마(인생은 아름다워) 담당 PD(정을영)의 아들 정경호가 주연을 맡은 《그대, 웃어요》의 연장에 따라 《천사의 유혹》후속 9시 월화 미니시리즈로 바뀌었다.

## 방송 시간
| 방송 채널 | 방송 기간                        | 방송 시간               | 방송 분량  |
| --------- | -------------------------------- | ----------------------- | ---------- |
| SBS       | 2010년 3월 20일 ~ 2010년 6월 6일 | 토, 일 밤 10:00 ~ 11:20 | 1시간 20분 |
| SBS       | 2010년 7월 4일 ~ 2010년 11월 7일 | 토, 일 밤 10:00 ~ 11:10 | 1시간 10분 |

## 등장 인물

### 병태네 가족
- 김영철 : 양병태 역

아내와 사별하고 김민재와 재혼한다. 서울에서 시청공무원으로 근무하다 10년 전 고향 제주로 귀향하여 7년 전부터 불란지 팬션을 운영하고 있다.
- 김해숙 : 김민재 역

대학시절 결혼한 전남편과 이혼하고 다섯살 난 딸 지혜를 데리고 양병태가 딸과 같은 양씨라는 이유로 결혼했다. 유명한 요리연구가로 해마다 요리책 여러 권을 저술하며 제주지역민방에서 요리프로그램에 출연하고 있다.
- 김용림 : 고점례 역

가족을 내팽겨치고 한평생 난봉꾼으로 살았던 남편에게 한이 쌓였다. 자식들의 아비에 대한 도리를 위해 어쩔수없이 남편과 합친다.
- 김상중 : 양병준 역

아버지를 싫어하여 학을 뗀다. 막노동판을 다니며 대학교를 졸업하였다. 26살 때 여자친구 서영이 사망한 후 여태껏 홀로 지내왔다. 깔끔한 성격으로 지저분한 동생 병걸과 자주 부딪힌다. 알코올에 몹시 취약하여 마시지 못한다. 평생 회사일만 보고 달려왔다.
- 장미희 : 조아라 역

일본교포. 아버지는 한국사람이고 어머니는 일본사람이다. 채영과 이종사촌 관계이다. 아버지의 요구로 양병준이 근무하는 레오나리조트의 경영을 맡게 되었으나 관심은 적다. 웃음소리가 기러기 울음소리를 닮았다. 병준에게 빠져 열렬하게 구애한다.
- 윤다훈 : 양병걸 역

첫사랑 옥정씨를 가끔 그리워한다. 공부에 흥미없어 형제중 유일하게 대학을 가지 않았다. 태섭의 커밍아웃에 가족 중 가장 크게 반발한다. 자신을 형님과 함께 농장을 관리하는 당당한 겸업자라고 생각하지만 한량에 가깝다. 언변에 있어 직구를 잘 쏜다.
- 송창의 : 양태섭 역

내과의사. 경수와 연인관계. 가족들을 속이고 있다는 것에 대해 심적 고통이 컸으나 여동생 초롱에게 들키면서 가족에게 커밍아웃을 한다.
- 이상윤 : 양호섭 역

재수까지 하고 겨우 제주에 있는 대학에 들어갔으나 공부가 재미없어 한달만에 때려치우고 스킨스쿠버다이빙 강사가 되었다. 부연주를 처음 보았을 때 첫눈에 반해 정신이 나가버리고, 그 때문에 연주가 인사하는 것도 못듣고 무시하고 지나쳐버렸다가 자신을 업신여긴다고 오해한 연주와 실랑이가 생긴다. 안타까운 과거를 가진 연주에게 빠져서 주위를 맴돈다. 형 태섭이 결혼을 못하게 되면서 집안의 결정으로 결혼을 서두르게 되고 이러지도 저러지도 못한 채 걱정에 쌓인다. 다정다감한 순수한 남자지만 유치한 면이 있다.
- 남규리 : 양초롱 역

어장관리를 즐기며 집안일 잘하는 효녀이다. 자신을 좋아하는 동건을 마땅찮아한다.

### 지혜네 가족
- 우희진 : 양지혜 역

양태섭이 동성애자로서 고민하는 것을 자신을 무시하는 것으로 오해하였으나 양태섭의 커밍아웃으로 미안해한다. 어릴 적 양병태 가족에게 들어간 이래로 외로움을 느꼈고 그것을 해소하고자 하는 반대급부로 완벽주의 성향이 싹텄다. 자기 주변을 시시콜콜 관리하고자 하는 성격 탓으로 남편 수일과 종종 부딪힌다.
- 이민우 : 이수일 역

알랑방귀에 능하다. 아내 양지혜의 까탈스러운 성격에 뒷담화로 해소한다. 오지랖이 넓고 여직원에게 선긋기를 못 해서 지혜에게 혼난다.
- 정다빈 : 이지나 역

찜질방 가는 게 취미다. 엄마가 동생 낳는 것을 반대한다.

### 재철네 가족
- 이상훈 : 박재철 역

수자의 남편. 의처증이 있어 가끔 수자를 때린다. 자기 아내가 몹시 예쁘다고 생각한다. 예쁜다리에 어울린다고 미니스커트를 사입히면서도 남이 보면 경색을 한다. 수자가 흥이 나는 걸 싫어한다.
- 조미령 : 양수자 역

양병태의 조카로 불란지팬션 근처에서 남편과 함께 '수자네 식당'을 운영하고 있다. 불란지 팬션의 바비큐파티를 동업하고 있다. 흥이 많은 성격이다. 젊었을 적 스킨스쿠버를 하러 왔다가 현재의 남편에게 반해 결혼에 성공했다.
- 강이석 : 재철과 수자의 아들 역

### 주변 인물
- 남상미 : 부연주 역

제주대 교수의 추천으로 일주일 전부터 김민재 요리연구가의 집에 출퇴근을 시작했다. 부모가 고등학교 3학년 겨울에 외할아버지 장례식을 치르고 오다 교통사고로 한시에 사망하였고 그 보험금으로 대학을 졸업했다. 졸업반때 요리학원에 아르바이트를 하게 되고 요리에 흥미를 가지면서 그곳의 원장님 비서로 취직해 3년간 보필한다. 당시 남자친구가 연주와의 관계에 대해 그쪽 집안반대가 심한 바람에 시간을 벌어보자며 작년 가을에 프랑스로 유학을 떠난다. 그런데 자신만 믿으라던 그는 전화한통 하지 않은 채 그렇다고 헤어지자는 말도 없이 연주의 애를 태운다. 미련한 연주가 뒤늦게야 놀림감 삼아졌다는 것을 깨닫고 제주로 귀향하고 할머니와 살림을 합친다. 악몽을 꾸며 자살을 생각하던 무렵, 호텔에서 일하는 연주의 친구가 그남자가 다른 여자와 들어가더라고 연락을 해온다. 충격을 받은 연주는 논두렁으로 차를 들이받고 마음아파하는 연주를 호섭이 위로하며 연인의 감정이 싹튼다.
- 이상우 : 김경수 역

사진작가이며 대학에서 강의한다. 태섭과 연인관계. 아버지가 이름만 대면 온국민이 다 아는 대학교수이다. 경수 여동생의 약혼자가 경수가 게이라는 것을 알고 파혼하자 여동생이 자살미수하였다.
- 유민 : 유채영 역

피부과의사. 조아라대표의 이종사촌이다. 태섭이 동성애자인 줄 모르고 진실된 마음으로 대쉬하지만 태섭의 거절로 잠시 헤어진다. 하지만 불분명한 태도를 보이는 태섭에게 다시 적극 대쉬하여 양태섭이 자신이 동성애자임을 밝히지 못하고 사겼지만 태섭의 커밍아웃으로 그의 의사를 존중해주고 친구로 남아 그를 보듬어 준다.
- 최정훈 : 시아버지 역

수많은 여자를 건드리며 조강지처 외에 다섯 집 살림을 따로 거느리고 자식이 열셋이다. 재산을 탕진하고 느린 몸으로 작은집에서 대우가 섭섭해지자 조강지처에게 돌아간다. 뒤늦게 마누라에게 잘하고자 하지만 수월찮다. 지혜를 보고 '데려온 애'라고 부른다.

### 그 외 인물
- 방은희 : 조남식 역

수자의 아는 언니. 맥주 1000cc를 가볍게 마시는 술고래다. 양품점을 운영한다지만 부띠끄에 더 가깝다. 남편이 바람나 3년만에 이혼하고 평생을 주먹쓰는 오빠 뒤치닥거리하며 살다가 현재는 독신을 즐기며 살고 있다. 병걸의 눈이 개구리를 닮았다고 양남매를 제안하며 귀여워한다.
- 김영란 : 경수의 어머니 역

집안의 체면을 최우선으로 여기는 사람으로 가문의 수치이자 남편의 대학총장 당선에 방해가 되는 동성애자 아들이 아니꼽다. 아들이 그만 마음을 고쳐먹고 이혼한 며늘아이와 다시 결합하기를 바란다. 태섭과 경수에게 폭언을 퍼붓고 영국으로 갔던 수나모녀가 돌아오자 수나를 언급하며 경수를 회유하려고 한다.
- 송선미 : 송나연 역

경수의 이혼한 아내. 경수가 장모에게 동성애자라는 것을 들키자 즉시 이혼이 이루어지고 나연은 딸 수나와 함께 영국으로 떠난다. 이혼하고 1년간 힘들게 지냈으나 지금은 경수의 성정체성을 인정하고 잘 살기를 바래준다.
- 김정화 : 우금지 역

태섭의 어릴 적 친한 친구로, 잡지사 기자이다. 쿨하고 당차면서도 털털한 그녀는 경수를 보고 첫 눈에 반해 적극 대쉬를 해 태섭과 경수의 사이를 잠시 옥신각신하게 하여 태섭이 질투하게 만든다.
- 미상 : 이지형 역

지혜가 낳는 아들.
- 한진희 : 지혜의 생부 역

원래는 처자식이 있는 유부남이나 시골서 서울로 올라와 김민재를 만나 사랑에 빠져 이중결혼을 하였다. 후에 가족과 민재에게 들켜 지혜를 민재가 데리고 가면서 이혼을 했다. 미안한 마음에 찾지 않은 것이 민재와 지혜에겐 오해가 되어 원망과 야속함의 존재로 기억되어 있다가 말기 암 판정을 받고 죽기 전에 딸 지혜를 만나고 싶어했으나 민재의 반대로 만나지 못하여 3억이라는 유산을 상속하고 죽는다.
- 임예진 : 지혜의 고모 역

지혜의 친부 여동생 양희숙. 오빠와 민재의 사이를 오해하여 민재가 지혜를 임신했을 당시 지혜 생부의 본처와 처들어 와 크나큰 상처를 주어 민재와 사이가 좋지 않다.
- 김우현 : 김현진 역

호섭과 함께 스킨스쿠버다이빙 강사로 일하며 팬션 일도 돕고 있다. 연애기간이 짧았던 연상의 아내가 있으며 갓난아기를 낳는다. 가족을 책임질 일을 걱정한다.
- 박주아 : 고을순 역

연주의 할머니. 제주에서 장사를 하며 홀로 생활해오다 당뇨가 심해져 일을 그만둔지 얼마 안되었다. 세화 작은집의 단골집이었다. 연주가 귀향하면서 살림을 합치고 어미아비를 일찍 잃은 불쌍한 손녀를 가엾시 여긴다. 고스톱을 몹시 즐겨하며 연주에게 전파했다. 손녀딸이 시집가면 협재 동생과 합치기로 약속해 놓은 상태로 이미 땅도 사놓았다.
- 이켠 : 정동건 역

청각장애가 있지만 자신만만해하며 집안자랑, 돈자랑하기를 즐긴다. 양초롱과 결혼하고자 애쓴다. 건설업을 하는 아버지와 아버지의 바람을 걱정하는 어머니를 두고 있다. 누나의 시아버님이 아우디 수입상이라서 누나와 차를 바꿔가며 타고 다닌다.

## 시청률
| 회차        | 방송일      | TNmS 시청률    | TNmS 시청률  | AGB 시청률     | AGB 시청률   |
| 회차        | 방송일      | 대한민국(전국) | 서울(수도권) | 대한민국(전국) | 서울(수도권) |
| ----------- | ----------- | -------------- | ------------ | -------------- | ------------ |
| 제1회       | 3월 20일    | 12.3%          | 12.5%        | 14.7%          | 16.8%        |
| 제2회       | 3월 21일    | 12.6%          | 12.2%        | 14.7%          | 16.2%        |
| 제3회       | 3월 27일    | 14.3%          | 15.1%        | 16.4%          | 18.7%        |
| 제4회       | 3월 28일    | 14.8%          | 15.2%        | 15.7%          | 17.8%        |
| 제5회       | 4월 3일     | 15.2%          | 15.6%        | 15.2%          | 16.8%        |
| 제6회       | 4월 4일     | 16.0%          | 17.2%        | 16.4%          | 17.9%        |
| 제7회       | 4월 10일    | 17.9%          | 19.0%        | 18.1%          | 19.8%        |
| 제8회       | 4월 11일    | 16.9%          | 17.6%        | 17.0%          | 18.2%        |
| 제9회       | 4월 17일    | 15.7%          | 16.8%        | 16.6%          | 18.0%        |
| 제10회      | 4월 18일    | 16.4%          | 17.6%        | 17.2%          | 19.0%        |
| 제11회      | 4월 24일    | 17.3%          | 18.1%        | 18.1%          | 20.5%        |
| 제12회      | 4월 25일    | 17.9%          | 18.9%        | 18.6%          | 19.9%        |
| 제13회      | 5월 1일     | 17.5%          | 19.2%        | 17.9%          | 20.7%        |
| 제14회      | 5월 2일     | 17.9%          | 21.9%        | 17.5%          | 19.5%        |
| 제15회      | 5월 8일     | 17.2%          | 17.9%        | 15.7%          | 17.3%        |
| 제16회      | 5월 9일     | 18.5%          | 19.3%        | 17.0%          | 19.2%        |
| 제17회      | 5월 15일    | 14.4%          | 14.9%        | 16.1%          | 17.5%        |
| 제18회      | 5월 16일    | 17.6%          | 18.3%        | 18.6%          | 20.5%        |
| 제19회      | 5월 22일    | 18.0%          | 18.9%        | 17.5%          | 19.7%        |
| 제20회      | 5월 23일    | 18.6%          | 19.3%        | 19.3%          | 21.1%        |
| 제21회      | 5월 29일    | 21.8%          | 22.1%        | 20.8%          | 23.6%        |
| 제22회      | 5월 30일    | 17.9%          | 18.5%        | 18.6%          | 20.7%        |
| 제23회      | 6월 5일     | 19.7%          | 20.1%        | 18.3%          | 20.0%        |
| 제24회      | 6월 6일     | 20.3%          | 21.2%        | 19.8%          | 21.8%        |
| 제25회      | 6월 27일    | 17.6%          | 18.0%        | 16.3%          | 17.2%        |
| 제26회      | 7월 3일     | 17.5%          | 18.1%        | 16.5%          | 18.2%        |
| 제27회      | 7월 4일     | 20.3%          | 21.0%        | 18.8%          | 20.5%        |
| 제28회      | 7월 10일    | 19.6%          | 20.6%        | 17.8%          | 19.7%        |
| 제29회      | 7월 11일    | 20.9%          | 21.4%        | 19.2%          | 20.9%        |
| 제30회      | 7월 17일    | 21.7%          | 22.5%        | 19.8%          | 22.4%        |
| 제31회      | 7월 18일    | 21.5%          | 21.6%        | 19.3%          | 21.5%        |
| 제32회      | 7월 24일    | 20.0%          | 20.5%        | 18.9%          | 21.1%        |
| 제33회      | 7월 25일    | 21.2%          | 21.7%        | 19.2%          | 20.5%        |
| 제34회      | 7월 31일    | 20.1%          | 20.4%        | 18.4%          | 20.6%        |
| 제35회      | 8월 1일     | 19.7%          | 20.0%        | 18.5%          | 20.2%        |
| 제36회      | 8월 7일     | 20.1%          | 20.6%        | 19.1%          | 20.5%        |
| 제37회      | 8월 8일     | 20.2%          | 20.7%        | 18.8%          | 19.9%        |
| 제38회      | 8월 14일    | 21.8%          | 22.2%        | 21.0%          | 23.3%        |
| 제39회      | 8월 15일    | 21.9%          | 21.6%        | 21.3%          | 22.4%        |
| 제40회      | 8월 21일    | 22.3%          | 22.6%        | 20.5%          | 22.8%        |
| 제41회      | 8월 22일    | 22.1%          | 23.0%        | 20.3%          | 21.8%        |
| 제42회      | 8월 28일    | 22.5%          | 23.1%        | 21.3%          | 23.6%        |
| 제43회      | 8월 29일    | 22.7%          | 23.5%        | 22.8%          | 25.1%        |
| 제44회      | 9월 4일     | 22.8%          | 23.9%        | 21.7%          | 22.7%        |
| 제45회      | 9월 5일     | 23.3%          | 23.9%        | 22.6%          | 23.7%        |
| 제46회      | 9월 11일    | 22.7%          | 22.7%        | 21.1%          | 21.9%        |
| 제47회      | 9월 12일    | 23.9%          | 24.5%        | 22.7%          | 23.4%        |
| 제48회      | 9월 18일    | 23.6%          | 24.6%        | 21.6%          | 21.8%        |
| 제49회      | 9월 19일    | 23.4%          | 24.2%        | 23.2%          | 23.8%        |
| 제50회      | 9월 25일    | 21.3%          | 22.2%        | 21.3%          | 21.6%        |
| 제51회      | 9월 26일    | 25.7%          | 26.5%        | 24.3%          | 25.5%        |
| 제52회      | 10월 2일    | 20.7%          | 20.9%        | 22.7%          | 24.1%        |
| 제53회      | 10월 3일    | 20.5%          | 20.7%        | 22.7%          | 23.2%        |
| 제54회      | 10월 9일    | 18.9%          | 19.5%        | 19.4%          | 20.1%        |
| 제55회      | 10월 10일   | 19.4%          | 19.6%        | 20.3%          | 21.6%        |
| 제56회      | 10월 16일   | 19.7%          | 19.8%        | 19.7%          | 21.3%        |
| 제57회      | 10월 17일   | 20.3%          | 21.0%        | 20.8%          | 22.4%        |
| 제58회      | 10월 23일   | 18.6%          | 19.2%        | 19.4%          | 20.2%        |
| 제59회      | 10월 24일   | 20.1%          | 20.1%        | 20.0%          | 21.5%        |
| 제60회      | 10월 30일   | 20.0%          | 20.8%        | 18.7%          | 20.2%        |
| 제61회      | 10월 31일   | 20.0%          | 20.3%        | 20.6%          | 21.8%        |
| 제62회      | 11월 6일    | 17.0%          | 17.5%        | 17.8%          | 19.2%        |
| 제63회      | 11월 7일    | 20.6%          | 21.3%        | 21.0%          | 22.5%        |
| 평균 시청률 | 평균 시청률 | 19.4%          | 20.1%        | 19.1%          | 20.7%        |

## 결방과 연장 사유 및 편성 변경
- 2010년 6월 12일 ~ 2010년 6월 26일 : 2010년 FIFA 월드컵 중계방송으로 인해 결방
- 2010년 6월 27일 : 밤 9시 35분으로 편성 변경
- 2010년 7월 3일 : 밤 9시 35분으로 편성 변경
- 2010년 8월 3일 : 후속작 《시크릿 가든》의 캐스팅 난항으로[9] 《인생은 아름다워》의 방영 분량이 50부작에서 13회 연장되어 63부작으로 변경 및 확정되었으며 SBS는 《시크릿 가든》에 앞서 《동방의 빛》을 편성할 예정이었지만 SBS 측의 반대로[10] 좌절됐다.

## 참고 사항
- 공동 외주제작사 중 하나인 SBS 드라마플러스가 SBS 프로덕션의 제작부문을 합병[11]한 후 처음으로 외주제작한 작품이다.
- 당초 2010년 3월 13일 첫 회가 나갈 예정이었으나 제주도의 기상 난조로 인해 촬영이 지연되면서 《이웃집 웬수》의 연속 방송으로 편성하고 당초보다 1주일 늦은 3월 20일로 바뀌었다.
- 김수현은 해당 드라마로 드라마 작가 최초로 회당 5000만 원대의 원고료를 받게 되었다.[12]
- 김현진 역의 배우 김우현은 실제 제주 출신으로 스쿠버다이빙 강사이며, 자문도 맡고 있다.[13]
- 수자의 아들은 공식 홈페이지에 10살로 소개되어 있으나 설정이 바뀌어 고등학생으로 나온다.
- 양병태네 집에 전시된 가족사진들은 촬영전 하루 날을 잡아 찍었다.[14]
- 16회 태섭&경수 키스씬에 대해 김수현 작가는 "그냥 내켜지는대로 상상하세요. 나는 그냥 감미로운 키스만 생각했어요."라고 말했다.[15] 배경으로 나온 주황장미에 대해서는 "굳이 의미를 왜 찾으시는지... 그냥 싱싱한 장미가 예뻤다 그러세요. 은유같은건 거기 없어요."라고 했다.[16]
- 김수현 작가는 2010년 FIFA 월드컵으로 인해 편성에 변경이 생기자 불편한 심기를 드러낸 바 있다.[17]
- 협찬사의 상호를 일부 변경해 반복적으로 노출하거나 주요 등장 인물들의 대사를 통해 구체적으로 소개한 데 이어, 협찬사의 차량을 실물과 카탈로그 등을 통해 반복적으로 노출시킨 간접광고로 인해 방송통신심의위원회로부터 '시청자에 대한 사과' 조치받았다.[18]

## 수상
- 2010년 SBS 연기대상 남자 우수상 송창의
- 2010년 SBS 연기대상 뉴스타상 남규리

## 경쟁 프로그램
- 신이라 불리운 사나이 (MBC, 2010년 3월 20일 ~ 2010년 5월 23일)
- 거상 김만덕 (KBS 1TV, 2010년 3월 20일 ~ 2010년 6월 13일)
- 김수로 (MBC, 2010년 5월 29일 ~ 2010년 9월 18일)
- 전우 (KBS 1TV, 2010년 6월 19일 ~ 2010년 8월 22일)
- 자유인 이회영 (KBS 1TV, 2010년 8월 29일 ~ 2010년 9월 12일)
- 욕망의 불꽃 (MBC, 2010년 10월 2일 ~ 2011년 3월 27일)
- 근초고왕 (KBS 1TV, 2010년 11월 6일 ~ 2010년 11월 7일)

## 같이 보기
- 대한민국의 성소수자 권리